# Paraliochthonius insulae
Paraliochthonius insulae är en spindeldjursart som beskrevs av Clarence Clayton Hoff 1963. Paraliochthonius insulae ingår i släktet Paraliochthonius och familjen käkklokrypare. Inga underarter finns listade i Catalogue of Life.